# فاطمه بنت ولید علوی
فاطمه بنت ولید علوی (؟ -۱۱۳۸ میلادی) (فاطمه بنت ولید بن ناصر علوی اصفهانی) بانوی محدث علوی‌تبار ایرانی بود که بسیار عمر کرد؛ سمعانی از شاگردان او در اصفهان بود و در التحبیر دربارهٔ او نوشته است.